# جوزيف-أوكتاف بوبيان
جوزيف-أوكتاف بوبيان هو سياسي كندي، ولد في 22 مارس 1824 في نيكوليت في كندا، وتوفي في 7 نوفمبر 1877 في مونتماغني في كندا. نشط حزبياً في حزب كندا المحافظ. وقد انتخب عضو مجلس العموم الكندي.